# JAKO
JAKO AG is een van origine Duits sportkledingbedrijf gevestigd in de wijk Hollenbach in Mulfingen (Baden-Württemberg). Het bedrijf werd opgericht door Rudi Sprügel en zijn broer in 1989 in Stachenhausen (Ingelfingen). Jako biedt sportkledij voor de grote voetbal-, handbal-, basketbal-, ijshockey- en andere sportclubs aan.
Voor de Belgische, Nederlandse en Franse markt heeft het bedrijf een hoofdzetel in het Belgische Lier.
Op dit moment zijn er wereldwijd ongeveer 340 personen werkzaam voor het bedrijf.

## Kledijsponsor[2]
Voor het laatst geactualiseerd in maart 2025.

### Nationale elftallen
- Irak
- Jemen
- Jordanië
- Noord-Macedonië
- Oezbekistan
- Oman
- Turkmenistan
- Syrië

### Clubs
- FC Arouca
- SK Beveren
- KV Diksmuide Oostende
- Dynamo Dresden
- FCV Dender
- Lierse Kempenzonen
- SK Roeselare
- PFK Loedogorets
- FSV Mainz
- Obolon Kiev
- Preußen Münster
- Progrès Niederkorn
- Rot-Weiss Essen
- Royal Antwerp
- VfB Stuttgart
- Dinamo Tbilisi
- FC Würzburger Kickers
- VFC
- FC Velsenoord

### Personen[(sinds) wanneer?]
- Johan Boskamp, oud-voetballer en voetbaltrainer
- |  Jamal Ben Saddik, kickbokser